# Idiocerus cephalicus
Idiocerus cephalicus är en insektsart som beskrevs av Ball och Parker 1946. Idiocerus cephalicus ingår i släktet Idiocerus och familjen dvärgstritar. Inga underarter finns listade i Catalogue of Life.